# Reggenza di Lampung Tengah
La reggenza di Lampung Tengah (in indonesiano: Kabupaten Lampung Tengah) è una reggenza dell'Indonesia, situata nella provincia di Lampung.
Il capoluogo della reggenza è Gunung Sugih.